# Tyspanodes hypsalis
Tyspanodes hypsalis là một loài bướm đêm trong họ Crambidae.